# 3001: The Final Odyssey
3001: The Final Odyssey (3001: A Odisséia Final, Brasil; 3001: Odisseia Final, em Portugal) é último dos quatro romances da série Odisseia no Espaço.

## Sinopse
A odisseia entra em sua fase perigosa e derradeira. Em 3001, inacreditavelmente, a raça humana sobreviveu, temerosa do trio de monolitos que domina o sistema solar. Então, surge um lampejo único de esperança. O corpo de Frank Poole, que se acreditava morto havia mil anos, é recuperado dos Cinturão de Kuiper. Em "3001 - A Odisséia Final", Arthur C. Clarke leva a maior e mais bem-sucedida série de ficção-científica de todos os tempos a sua conclusão imprevista e surpreendente, dando um salto de mil anos para o futuro.

## Adaptações para filme, tv ou teatro
Foi noticiado no Yahoo Entertainment em 2000 que a MGM e o ator/diretor Tom Hanks estavam em discussões sobre transformar tanto 2061 - Uma Odisséia no Espaço e 3001: A Odisséia Final em filmes. (Tom Hanks supostamente interpretaria Frank Poole no filme 3001) Uma atualização em 2001, afirmou que não houve o desenvolvimento do projeto. Em 2012, uma adaptação cinematográfica de 3001 foi publicado no 2001: site de exposições, na esperança de gerar interesse na MGM e na WB para adaptar o quarto e último livro em um filme.